# Zbůch
Zbůch település Csehországban, a Észak-plzeňi járásban. Zbůch Nová Ves, Chotěšov, Dobřany, Úherce és Líně településekkel határos. Lakosainak száma 2999 fő (2024. január 1.).

## Népesség
A település lakosságának változását az alábbi diagram mutatja:
| Lakosok száma | 347  | 473  | 2248 | 2537 | 2171 | 2257 | 2247 | 2501 | 2724 | 2999 |
|               | 1869 | 1900 | 1921 | 1961 | 1980 | 2011 | 2016 | 2019 | 2021 | 2024 |